# 近鉄680系電車
近鉄680系電車（きんてつ680けいでんしゃ）とは、近畿日本鉄道（近鉄）が1964年に京都線の特急専用車として旧奈良電気鉄道（奈良電）引継車両を改造した電車の総称である。
本項では、予備特急車として改造された683系電車（683けいでんしゃ）も含めて述べることとする。
前身である奈良電気鉄道デハボ1200形電車、奈良電気鉄道デハボ1350形電車、奈良電気鉄道クハボ600形電車については当該項目を参照のこと。

## 改造経緯
1964年10月1日に開業が予定された東海道新幹線は、名阪間で路盤が固まるまでの間減速運転を実施する開業時でさえ1時間31分、減速運転解除後は1時間8分で運行する計画となっており、当時最速でも2時間13分を要していた近鉄の名阪ノンストップ特急に対して大打撃を与えることが予測された。
これは、名阪ノンストップ特急からの特急料金を大きな収入源としていた近鉄にとって極めて深刻な事態であったが、名阪間のルートとしては元々迂回線に近い形態を持つ近鉄大阪線・名古屋線では、直線主体のショートカットルート上を最高で210km/hに達する超高速運転を実施する新幹線に速度面で対抗することは事実上不可能であった。
そこで、近鉄首脳陣は発想の転換を図って新幹線を自社線の培養線とする、つまり自社エリア内に点在する観光地と最寄の新幹線駅を結ぶことによる新規観光客の獲得を目的とする緻密な特急ネットワークを構築する構想を立てた。その第一陣として、新幹線とダイレクトに乗り換え可能でしかも有数の観光地が沿線に点在する京都・橿原線系統（京都 - 大和西大寺 - 橿原神宮駅）に有料特急を設定することが決定された。
この時点では京都・橿原線系統は大阪電気軌道創業以来の小断面建築限界のままであり、しかも架線電圧も開業以来の直流600Vのままと旧態依然とした状態であった。一応、新型特急車両の製造も検討はされていたが、これらについてはいずれも近い将来の規格変更が計画されており、この段階で新規設計による特急車両の新造を行った場合、規格変更が実施された際にその特殊設計が無駄になってしまうことが危惧された。また、この京橿特急の構想自体にも試行的な意味合いが含まれており、過去の奈良電気鉄道時代からの輸送実績も考慮して、この段階ではひとまず在来車からの改造によって所要の特急車を準備することとなった。
この際、要求される走行性能や車内設備等から、正規特急車の改造候補として奈良線800・820系と奈良電由来のモ680形（旧奈良電デハボ1200形）・モ690形（旧奈良電デハボ1350形）が挙げられ、それぞれについての改造コスト等についての検討が実施された。その結果、基本的に通勤車である前者と異なり、元々特急・急行用で固定クロスシートを装備する2扉セミクロスシート車として設計・製造されており、より改造すべき点が少ないことなどを勘案して、後者が改造種車とされた。
この格上げ工事に際しては、大阪線特急車に準じた設備とするため冷房化を含む大規模な改造が実施され、モ680形とモ690形→ク580形（2代目）による2両編成（680系）が2本用意された。
また、運用数から検査時予備車も1編成必要とされたが、種車となるモ690形は3両が在籍していたものの、モ680形は2両しか在籍しておらず1両不足するため、同型車で3編成を揃えることができなかった。そのため、予備特急車については天理教本部を沿線に有する京都・橿原線系統の特殊性も考慮して、団体車としての使用を基本とする軽微な改造で済まされることとなり、680系の改造時に対象から外されたモ690形691と、本来はモ680形とペアを組んで使用されていたセミクロスシート車であるク580形581・582（初代）を種車とし、モ692の電装解除で捻出された機器をク581へ艤装することで3両編成（683系）を組成した。
こうして改造が施された2系列は、10100系以後の特急車と同様に塗装され、前面には10100系貫通型先頭車から車体更新前の11400系や16000系までの近鉄特急車に設置されていたものと同一の特急標識を設置し、京都 - 橿原神宮駅間および京都 - 近鉄奈良間の2系統で特急車として運行が開始された。

## 680系
- 奈良電気鉄道デハボ1200形電車 > 近鉄680系電車
- 奈良電気鉄道デハボ1350形電車 > 近鉄680系電車

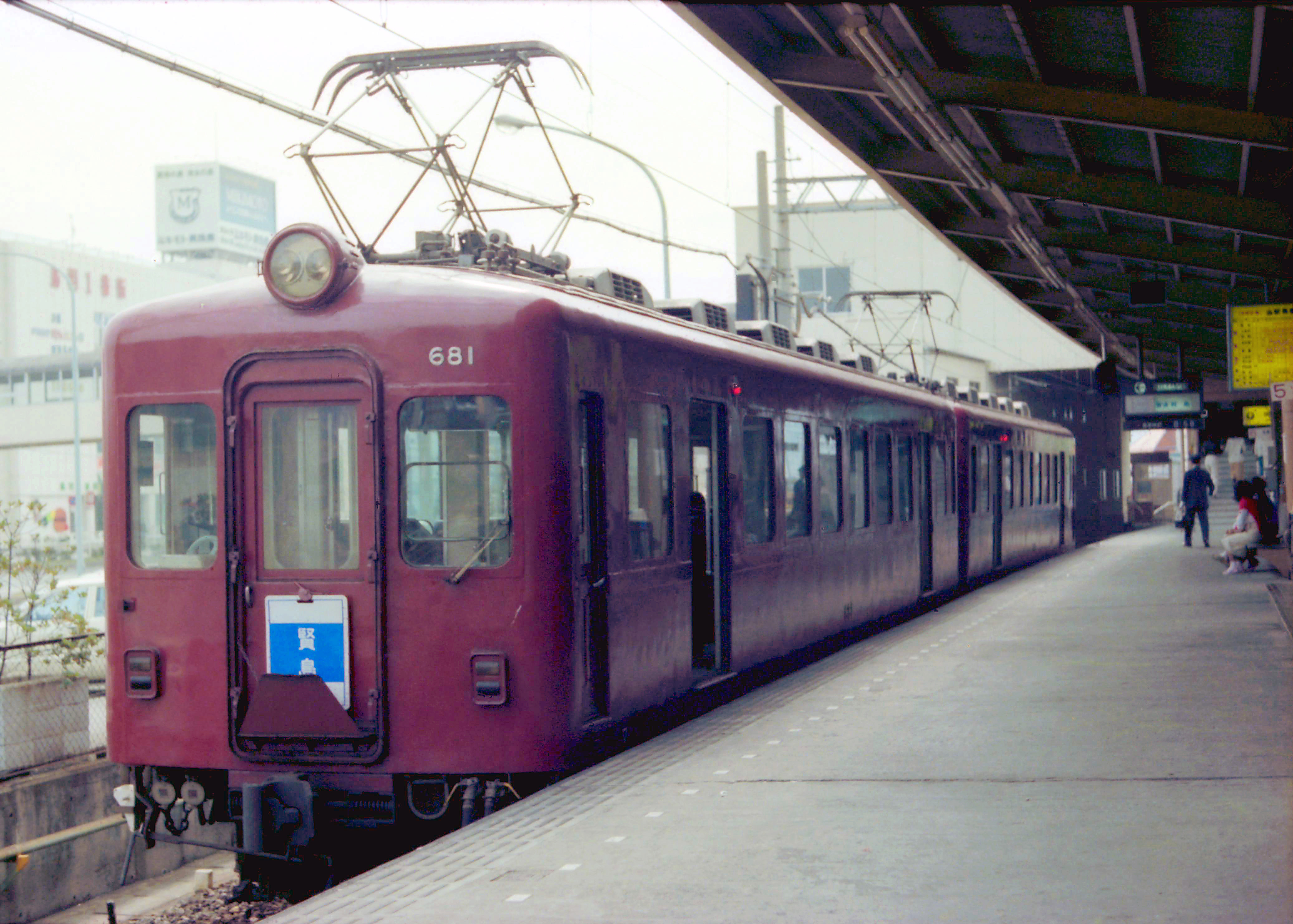
モ681 鳥羽駅（1980年5月）

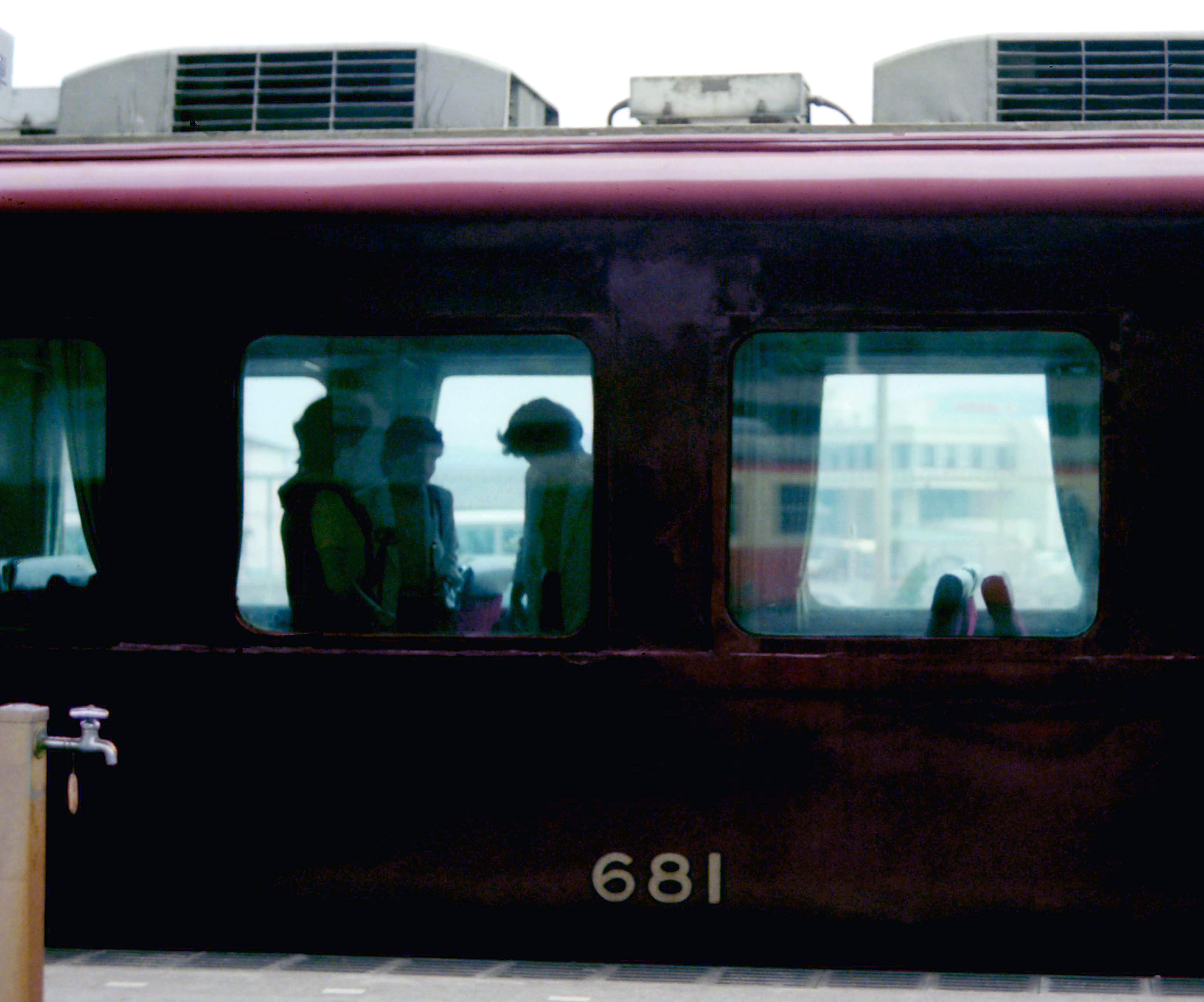
モ681側面 鳥羽駅（1980年5月）

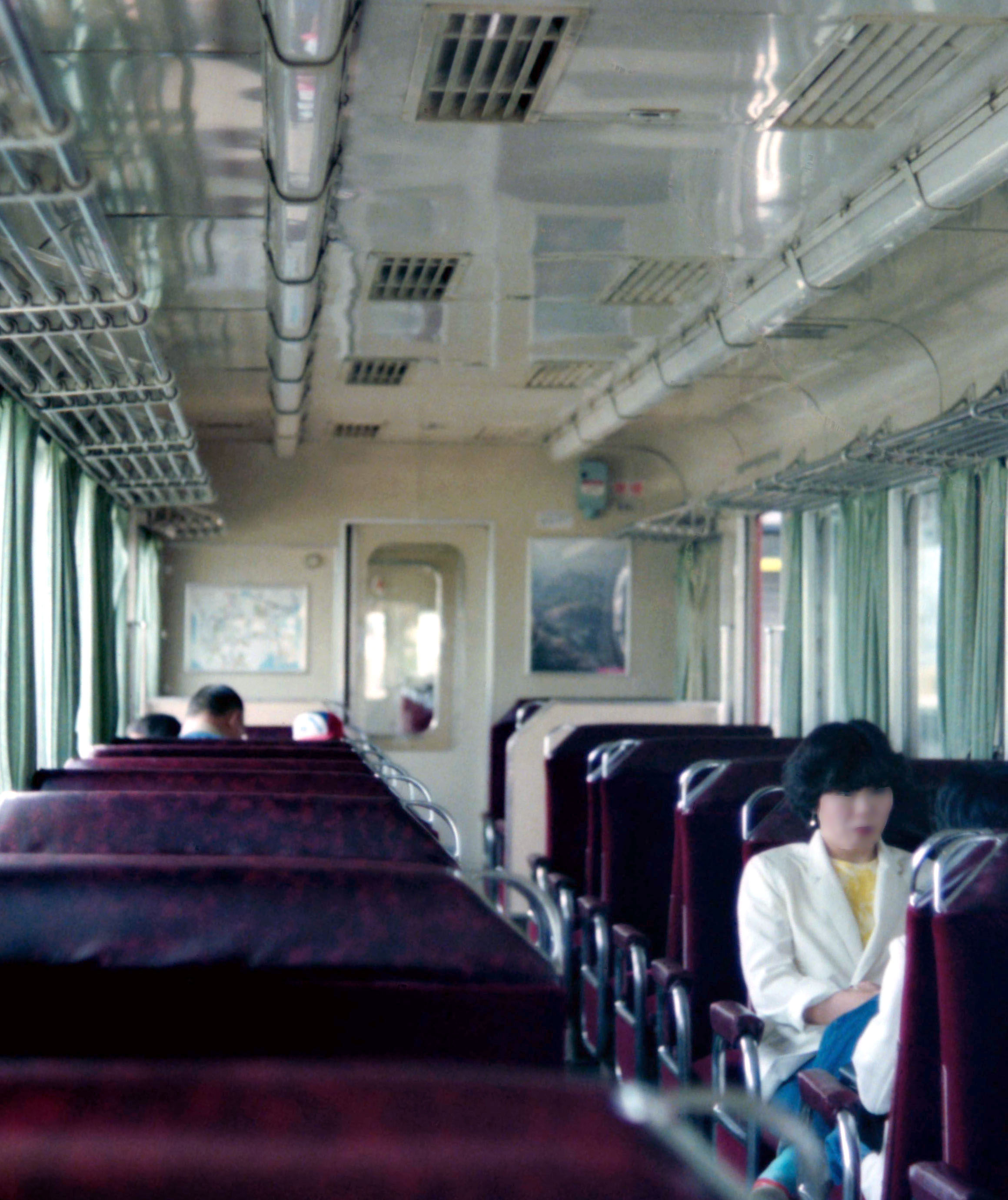
モ681室内 鳥羽駅（1980年5月）

### 概要
上述の通り680系は京都・橿原線系統に設定された有料特急に充当される正規特急車として改造され、以下の2形式4両で構成される。
- モ680形681・682

橿原神宮駅向き制御電動車 (Mc) 。主制御器・空気圧縮機・パンタグラフ搭載。
元奈良電気鉄道デハボ1200形1201・1202。1954年ナニワ工機製。
- ク580形（2代目）581・582

京都向き制御車 (Tc) 。電動発電機・パンタグラフ搭載。
元奈良電気鉄道デハボ1350形1352・1353→モ690形692・693。1957年ナニワ工機製。
| モ680形 | ク580形 |
| cM      | Tc      |

正規特急車としての改造であったため、複層ガラスによる固定窓化や冷房装置の搭載など、車体の改造範囲は多岐にわたる。

### 車体
種車となった奈良電デハボ1200・1350形の基本設計を継承する、車体幅2,600mm（最大幅2,650mm）の18m級（車体長17,500mm）車である。
有料特急車への改造に当たっては以下の改造が実施された。
- 側窓すべてを1枚固定窓化
- 連結面側運転台撤去による乗務員扉の埋め込み
- 分散式冷房装置搭載[2]に伴う構体の大幅な補強
- 屋根雨樋位置の変更による張り上げ屋根化
- 尾灯の標識灯一体型（奈良線900系などと共通のタイプ）への交換
- 内装内張のアルミデコラ化
- 車内販売基地とトイレの新設[3]
- 車内の固定クロスシートとロングシートを撤去し、2250系の格下げに伴う発生品を整備の上で流用した転換クロスシートを設置(各車座席定員56名)
- カーテンの巻き上げ式から横引き式への変更
- 塗装を大阪線特急車に準じたオレンジを基本に窓周りと裾部に紺とした、特急車塗装へ変更

これらの大改造により、本系列は面目を一新している。

### 主要機器
モ680形は大阪線10000系の先駆となったWNドライブを搭載する高性能車であったことから、種車の近畿車輛KD-10台車をはじめとする主要機器がほぼそのまま流用された。このKD-10は本形式の台車として長年に渡って使用されたが、シュリーレン式台車としては初期製品であるために、保守面で不利であったとされ、後に10100系の廃車発生品であるKD-41Uに交換されている。
これに対し、元来吊り掛け駆動車であったク580形は本来の電装品を撤去し、ボールドウィン系イコライザー台車を新造品の近畿車輛KD-54Aシュリーレン式金属ばね台車へ交換され、ブレーキは台車交換で台車シリンダー式となったため、中継弁併用によるACA-R自動空気ブレーキとなった。特急車であるにもかかわらず、空気ばね台車としなかったのは相方であるモ680形に合わせたためであるが、建築限界拡幅工事および架線電圧昇圧工事完了後に来るべき新造特急車の投入が考慮されたためでもあった。
ク580形の運転台に据えられた主幹制御器については、モ680形の連結面側運転台撤去で捻出された三菱電機製主幹制御器を流用して賄われている。
冷房化に伴いモ680形の電動発電機を撤去し、代わってク580形に大容量のHG-584-Fr電動発電機を搭載したことから、モ680形の橿原神宮前寄り（運転台側）に搭載されたパンタグラフ1基では架線電圧600V時に集電容量が不足したため、もう1基の追加搭載が求められた。だが、18m級車であり、しかも東芝RPU-1103分散式冷房装置を5基搭載した本系列の場合、屋根上スペースと各冷房機の冷凍能力(4500kcal/h)の関係上もう1基のパンタグラフの追加搭載は不可能であり、ク580形の電装解除時に撤去されなかったパンタグラフ1基をこれに充てている。
制御車に2基目のパンタグラフを分散搭載するこのレイアウトは、続く京都・橿原線特急車である18200系・18400系においても踏襲されている。
連結器は各車運転台側は並形自動連結器のままであるが、連結面間については棒形連結器に交換された。

### 運用
1964年（昭和39年）10月の運転開始後、当初の予想を大幅に超える需要の伸びに合わせて京都・橿原線特急は急ピッチで増発を重ね、同年12月には京都駅での長時間留置の間合いを利用して京都 - 奈良間特急の追加がなされ、同特急にも680系が充当された。
翌1965年（昭和40年）3月には両特急の増発によって定期列車は3運用体制となり、本来は680系の検査予備を目的とする予備特急車であるはずの683系が定期運用に充当されるようになった。このため、予備特急車の検査予備として当時残存していた未改造の旧奈良電セミクロスシート車を再整備の上でもっぱら新田辺に待機させるという深刻な状況に陥った。
ここに至って近鉄本社は、特急設定時に一度検討しながら断念していた縮小車両限界に基づく小車体断面・600 V専用仕様の京都・橿原線用特急車の新造をようやく決断し、奈良線モ600形からの機器流用による吊り掛け駆動車ではあったものの、大阪線11400系に準じた構造の車体を持つ正規の特急車である18000系2両編成2本を1965年（昭和40年）から1966年（昭和41年）にかけて順次新製投入した。これにより、683系は本来の予備特急車に戻っている。
この間、京都・橿原線系統では特に橿原線を中心に建築限界の拡大と曲線緩和、それに架線電圧の直流600 Vから直流1,500 Vへの昇圧工事が急ピッチで進められた。変電所等の自社施設と車両の改造工事で事足りる昇圧工事は日本万国博覧会（大阪万博）開幕直前の1969年（昭和44年）9月に実施され、京都線の建築限界拡大についても既に1968年（昭和43年）に完了していた。だが、大阪線車両の乗り入れにおいて最も重要な橿原線の建築限界拡大のための改良工事は用地買収が難航し、さらに遺跡調査の必要も生じたことなどのさまざまな事情から、工事スケジュールは大幅に遅れ、万博終了後3年が経過した1973年（昭和48年）9月20日までその完成がずれ込む結果となった。
このため京橿特急運行開始後に「京都から伊勢方面へ乗り換えなしで特急を利用したい」との声が予想以上に大きかったことから、18000系に準じた小断面18 m級車体に当時の0系新幹線電車にも匹敵する180 kW級大出力主電動機や発電制動のための大容量抵抗器などを詰め込んだ18200系（1966年）や、1970年（昭和45年）の日本万国博覧会（大阪万博）開幕を控えて投入された大阪線12200系「スナックカー」に準じた設備を備える「ミニ・スナックカー」こと18400系（1969年）といった京都・橿原線仕様での新製特急車の増備は、実に改良工事完了直前の1972年（昭和47年）まで続けられた。
もっとも、京伊特急の成功により、これらの新造車は京伊特急の増発や増結に振り向けられた。伊勢・志摩地区の観光開発を積極的に進めていた当時の近鉄にとって、大阪万博観覧に京阪神地区を訪れた観光客を京都から伊勢・志摩地区へ誘致するこの京伊特急は最重要戦略商品と化しており、相対的に京橿特急の重要度は低下していた。
この時期の京橿特急は2両編成では輸送力が不足し、2編成連結による4両編成で運用されるケースが増えており、このため1969年（昭和44年）には本系列に対して前面貫通扉に幌と幌枠の設置が実施され、4両編成での運転を可能にしたものの、たとえ18200・18400系を京伊特急の間合い運用で充当しても、なお運用編成数が不足する切迫した状況にもあり、それぞれ4両ずつ在籍し4両編成で運用可能な本系列と18000系をこの運用から外すことはできなかった。そのため、橿原線の改良工事が完了し、12200系を筆頭とする大阪線用21 m級特急車がそのまま乗り入れ可能になった1973年（昭和48年）9月21日まで、本系列は引き続き京都・橿原線特急の主力車としての運用を続けた。
ただし、WNドライブを採用した高性能車ではあるものの、搭載ブレーキが旧式のARDブレーキで抑速電制を備えていないことと、その主電動機出力から連続急勾配が存在する奈良線の大和西大寺駅以西や大阪線での常時の運用には難があり、運用区間が京都・橿原・天理・奈良（大和西大寺 - 近鉄奈良間のみ）の各線に限定された（後述の683系も同様）。また、抑速電制付きHSC-D電磁直通ブレーキ装備の他形式との併結にも大きな制約がある本系列は、同じく抑速電制を装備していない18000系とともに、昇圧後はダイヤ編成上限定運用を組まざるを得なかった。こうした事情から、本系列と18000系は次第に敬遠されるようになり、それぞれ同一系列の2両編成2本で4両編成を組んで、他系列の検査予備として京都・橿原線系統限定の特定ダイヤで運用される機会が多くなっていった。さらに、10400系以降の標準特急車デザインに準ずる18000系とは異なり、本系列の場合は奈良電引継車をベースとして10000系ビスタカー以前の大阪線特急車であった2250系から流用の転換クロスシートを設備しアコモデーション面で明らかに見劣りすることと、一般車からの改造車ゆえに客用扉幅が広くデッドスペースが多いため、座席定員が18200系以降と比べてやや少なく、コンピュータ予約発券システムの運用上不便であったことが営業政策上問題視された。このため、680系の特急運用は大阪千里丘陵で日本万国博覧会が開催された1970年3月から同年9月までの期間に主に4両編成にて京橿・京奈特急に運用されたのを最後に特急の定期運用がなくなった。その後は予備車として残存したが当時増備が続いていた12200系に置き換えられることになり、1974年（昭和49年）には特急車仕様のままで抑速電制の必要がない名古屋線に転属し、主として湯の山線系統などを中心に団体専用車として使用された。
しかし、その期間も短く、翌年の1975年（昭和50年）には一般車に格下げされ、マルーンレッド1色の一般車塗装に変更された。もっとも、格下げに当たっては、KM式集中冷房装置を撤去した2250系などとは異なり、固定窓化されていたこと、搭載された冷房装置が11400系などと同一仕様の汎用品で、保守上問題がなかったこと、また、一般車の冷房化が始まっていたことから、冷房装置は存置された。内装も車内販売準備室ならびにトイレは撤去されたが転換クロスシートのままで、窓の開閉可能化や客用扉の増設などの一般車化改造も、軽量化を徹底した車体構造故に施工が困難で、最後まで実施されずに終わっている。
格下げ後は2両編成2本となって明星検車区に配置されて山田線明星駅以東で運用され、主に、観光ニーズの高い志摩線内ローカル運用を中心に重用された。一般車格下げ後はク580のパンタグラフの撤去と冷房装置の間引きなどが実施され、各車屋根上に列車無線用アンテナが搭載され、前面にスカートが装着されるなど細部の変更が実施されている。

### 終焉

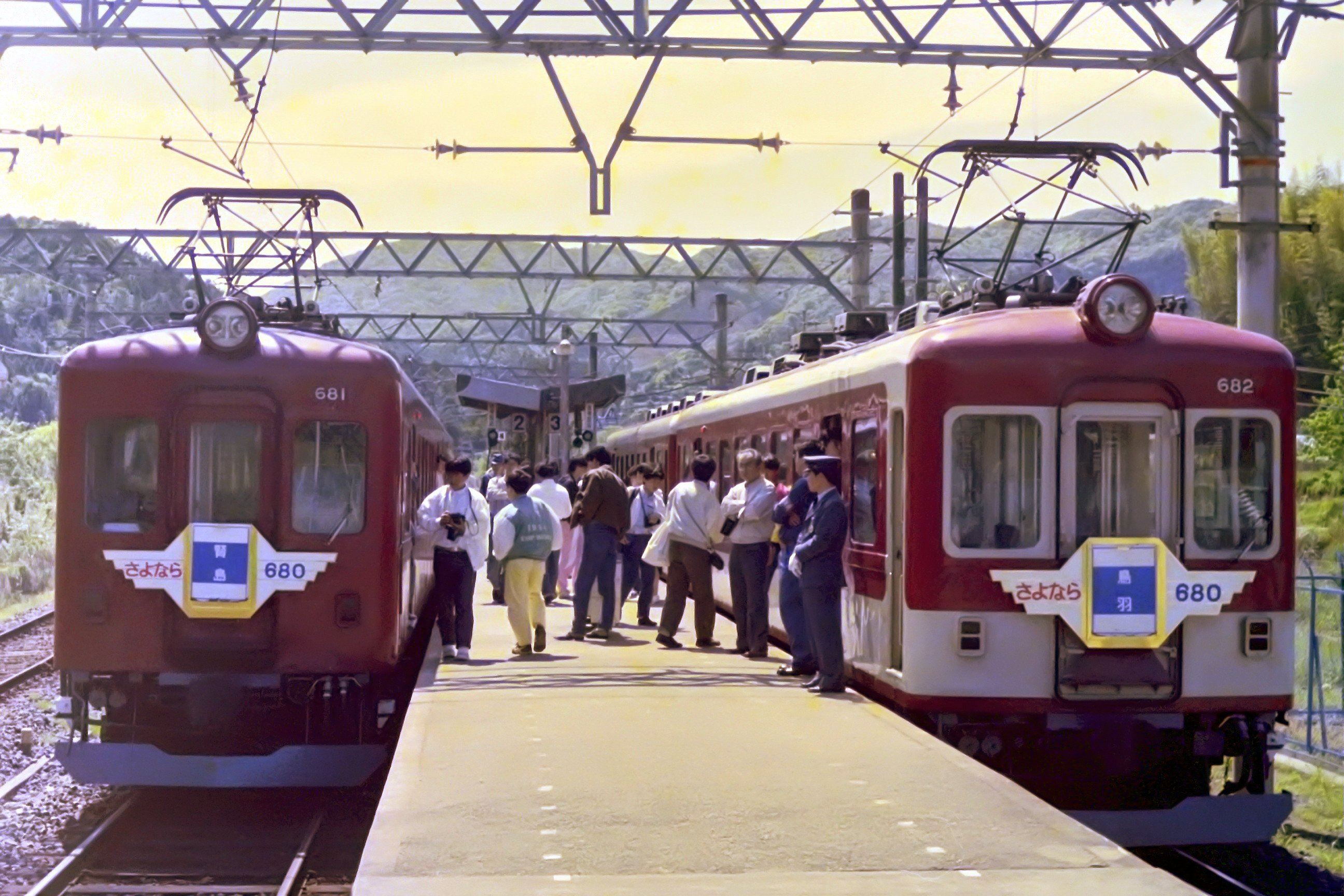
680系さよなら運転　白木駅

10年以上に渡って志摩線で運用を続けたが、ブレーキがA動作弁装備で保守が困難になり、しかも同世代の800系などとは異なりHSC電磁直通ブレーキへの改造も床下スペースの関係上不可能であったことや、元々特急車であり一般車に格下げ後も窓を改造せず、固定窓のままであったことや、それに車体そのものが老朽化していたことなどから、1987年3月16日に通常運用から離脱し、 5月3日～5日にさよなら運転を実施した。最終日の5月5日には2編成を連結した4両編成で鳥羽発名古屋行き臨時急行としても運転された。その後同年8月31日付で廃車となり、塩浜工場にて解体された。
廃車直前にはモ682 - ク582の2両1編成のみが現在の一般車の塗装であるマルーンレッドとシルキーホワイトのツートンカラーに変更されていた。

## 683系
- 奈良電気鉄道デハボ1350形電車 > 近鉄683系電車
- 奈良電気鉄道クハボ600形電車 > 近鉄683系電車

### 概要
上述の通り683系は1964年の京都・橿原線特急創設に際し、正規特急車である680系の検査時等に代替充当される予備特急車として改造され、以下の3形式3両で構成される。
- モ683形683

両運転台付き制御電動車 (cMc) 。主制御器・電動発電機・空気圧縮機・パンタグラフ搭載。
元奈良電気鉄道デハボ1350形1351→モ690形691。1957年ナニワ工機製。
- モ684形684

近鉄京都向き制御電動車 (Mc) 。主制御器・電動発電機・空気圧縮機・パンタグラフ搭載。
元奈良電気鉄道クハボ600形602→ク580形（初代）581。1940年梅鉢鉄工場製。
- ク583形583

近鉄京都向き制御車 (Tc) 。
元奈良電気鉄道クハボ600形603→ク580形（初代）582。1940年梅鉢鉄工場製。
680系とは異なり、冷房化とオール転換クロスシート化は見送られるなど、改造は最低限に留められている。

### 車体
全車ともに種車ほぼそのままで、屋根の雨樋が位置変更されて張り上げ屋根とされ、モ684の橿原神宮駅寄りに車内販売設備が、ク583の同じく橿原神宮駅寄りにトイレが設置された程度に留まっており、冷房装置の搭載や側窓の固定窓化は実施されていない。
座席は種車のものが流用され、モ683はデハボ1350形時代と同じ扉間固定クロスシート、モ684とク583はク600形時代と同じ扉間転換クロスシートのままとされ、各車とも定員110名、座席定員はモ683が60名(固定クロスシート48名、ロングシート12名)、モ684とク583が52名(転換クロスシート28名、ロングシート24名)であった。
そのためクロスシートの席数は合計48+28×2＝104名となり、3両編成でも680系2両編成(56×2=112名)より若干少ない。
特急ヘッドサインは680系や10100系以降の特急車が電照式であるのに対して、683系では同じ形態であるものの、ペンキ塗りのヘッドサインであり、電照式ではなかった。
塗装は680系に準じ、オレンジと紺の特急色となった。

### 主要機器
モ683・684については台車が新造され、680系のク580が装着したKD-54Aと基本設計が共通のシュリーレン式台車である近畿車輛KD-54が装着された。これに対し、ク583は本来の梅鉢車輌D-16に代えてモ683が装着していた扶桑金属工業KS-33L鋳鋼製イコライザー式台車の流用で済まされ、乗り心地の点で見劣りした。
電装品はモ683は種車であるデハボ1351が機器流用による吊り掛け駆動車であったため、制御器が東洋電機製造ES-155、主電動機は東洋電機製造TDK-520/1B、つまり機器を提供したデハボ1000形と同時期に、奈良電のもう一方の親会社であった京阪電気鉄道が標準採用していた機器群の同等品が搭載されていた。また、モ684の機器についても680系改造時に捻出された旧デハボ1350形1352のものが流用されており、同じデハボ1000形由来の東洋電機製造製機器で足並みが揃えられていた。
1M1T編成を可能とする大出力WNドライブ車である680系と比べるとこの機器構成は明らかに非力であった。上述のとおり座席が扉間のみクロスシートとされ座席定員が不足したこともあって、正規特急車の680系が2両編成であるのに対し、本系列は2M1Tの3両編成とならざるを得なかった。

### 昇圧工事・その後
1969年に実施された京都・橿原線の架線電圧1,500Vへの昇圧に当たっては、吊り掛け駆動車である本系列についても全面的な機器更新を伴う昇圧工事が実施された。
具体的には、主電動機の絶縁強化や1C8M方式の三菱電機製AB-198-15H電動カム軸式制御器の新製を実施して、単純な1C4M制御であった2両の電動車をMM'方式のユニット構成に変更するというもので、これに伴い編成がモ683 + ク583 - モ684からモ683 - モ684 - ク583に組み替えられ、更にク583は方向転換を実施して橿原神宮駅向きTcとなり、モ684は京都寄り運転台を撤去して完全に中間電動車化し、パンタグラフ2基搭載で主制御器を持つM車となった。これに対し、モ683はモ684とユニットを組み永久連結とされ、従来常用されていた橿原神宮駅向き運転台を撤去して片運転台化、パンタグラフも撤去し、空気圧縮機や電動発電機といった補機を集約搭載して近鉄京都向きM'c車となった。
この改造は当時奈良・京都・橿原線系統に在籍していた600V線区用小型吊り掛け駆動車のうち、昇圧後も使用されることが決定していた4両編成を組む600系に対して標準的に施工されていたもので、ク583の方向転換を含む編成替えも600系の仕様に合わせたものである。
なお、2両編成ではあったが全電動車編成の18000系についてもこれと同様、1C8Mユニット化を含めた昇圧工事が実施されている。
| モ683 | ク583 | モ684 |
| cMc   | Tc    | Mc    |

| ク583 | モ684 | モ683 |
| cT    | M     | M'c   |

この結果、それまで編成の中間にあっていずれもほとんど使用される機会がなかったク583とモ683それぞれの京都方運転台が常用されるようになった。もっとも、この時期には最後の京都・橿原線用特急車となった18400系の新造がスタートしており、他の正規特急車と比較するとあまりに接客設備の格差が大きい本編成が定期運行の特急車として運用される可能性はもはや残されていなかった。だが、大阪万博を控え臨時特急が運行される可能性があったことと、その車内設備から団体客輸送を考慮して特急塗装が維持されていた。
このような状況から、本系列は昇圧改造後は正規特急車の増備が続いたこともあり、もっぱら団体列車用とされたが稼働率は著しく低かった。そのため大阪万博の閉幕後、18400系の増備が続いていた1972年3月には一般車への格下げが決定し、マルーンレッドの一般車塗装への塗り替えとトイレの撤去が実施された。
この後も沿線に天理教本部が存在する関係で、団体列車などのニーズがあったことから転換クロスシートを基調とする車内設備は温存されたが、橿原線の限界拡大工事が竣工した1973年9月以降、京橿・京伊特急などへの大阪線特急車の充当が始まって680系や18000系の4両編成を「天理臨」に用いる運用の余裕が出てきたことや、冷房を持たないことなどから次第に敬遠されるようになり、1974年頃の一時期、京都 - 橿原神宮前間の急行に平日日中1運用に限定使用された程度で、最低限の運用にとどまっていた。
そのような状況も長くは続かず、実質的にこれ以降は新田辺車庫に終日滞留という状態となった。かくして、ほとんど運転される機会もないまま1976年3月19日付でモ684とク583は廃車された。これに対してモ683は、車体の経年が新しかったことから同年10月に大阪線の鮮魚列車用への転用が実施され、電装解除の上ク1322として2250系等と組んで運用された。1983年2月にはク502と改番され、1989年3月31日付で廃車されるまで使用された。